# 轉生競技場 ～且看奴隸用最弱技能攻略最強女角們建立後宮～
《轉生競技場 ～且看奴隸用最弱技能攻略最強女角們建立後宮～》是はらわたさいぞう原案，zunta作畫的原創漫畫，於2022年8月9日在KADOKAWA旗下的《月刊龍時代》上連載。2024年9月9日，本作第四卷發售量突破100萬部，為慶祝而邀請大塚明夫擔任PV旁白。

## 劇情簡介
玩遊戲是唯一特長的高中生見鏡耕治被召喚到異世界的競技場。消耗1000顆高級魔石進行召喚的神官長認為只能使用最弱技能「複製」的見鏡毫無用處，並將其當成競技場的劍鬥士奴隸。當見鏡看到羅馬競技場時，他的臉色變得蒼白，因為那裡規定最嚴厲的懲罰——“失敗者成為勝利者的奴隸，並被強制“授精”。

## 登場人物

### 主要人物
見鏡耕治
本作主角，15歲高中生、轉生者，唯一擅長的是打遊戲。在打遊戲途中被神官長賽德召喚，但被發現自己毫無用處後被抓去充當劍鬥士奴隸。持有最弱技能「複製」。
茱兒
與見鏡耕治同為劍鬥士奴隸，為擊敗賽德而成為見鏡的協力者。持有技能不明。
梅利·蘭德洛特
賽德四天王之一、出身貴族的前騎士，綽號「拷問者梅利」和「火焰騎士」，前者是因為重度虐待狂的個性而被譽為「拷問者梅利」，而後者是因為持有的技能「煉獄火焰」。持有技能「煉獄火焰」和「臨危退避」。見鏡耕治的第一場對手。
瑪爾·巴洛克
賽德四天王之一，持有技能「身體強化」。見鏡耕治的第二場對手。
艾莉絲·柯頓
賽德四天王之一，持有技能「空間交換」的魔眼，見鏡耕治的第三場對手。
菲涅·卡塔斯托菲
賽德四天王之一，賽德的親戚、尼特族，個性狂妄但實際上膽小如鼠。原本為男性，受到性別轉換才成為女性。持有108种的大量技能，見鏡耕治的第四場對手。
賽德
召喚見鏡耕治至異世界的神官長。發現消耗1000顆高級魔石卻召喚的是毫無用處的最弱技能「複製」而惱羞成怒並將見鏡耕治充當劍鬥士奴隸。

## 出版書籍
| 卷數 | KADOKAWA     | KADOKAWA               | 台灣角川       | 台灣角川               |
| 卷數 | 發售日期     | ISBN                   | 發售日期       | ISBN                   |
| ---- | ------------ | ---------------------- | -------------- | ---------------------- |
| 1    | 2023年1月7日 | ISBN 978-4-04-074832-0 | 2024年3月21日  | ISBN 978-626-378-682-0 |
| 2    | 2023年7月7日 | ISBN 978-4-04-075043-9 | 2024年11月14日 | ISBN 978-626-400-828-0 |
| 3    | 2024年2月9日 | ISBN 978-4-04-075319-5 | 2025年2月20日  | ISBN 978-626-415-284-6 |
| 4    | 2024年9月9日 | ISBN 978-4-04-075590-8 | 2025年8月7日   | ISBN 978-626-435-147-8 |
| 5    | 2025年3月7日 | ISBN 978-4-04-075835-0 |                |                        |

## 迴響
2024年9月9日，第四卷發售量突破100萬部。

## 外部連結
- Comic Walker（日語）